# Majestic Radios

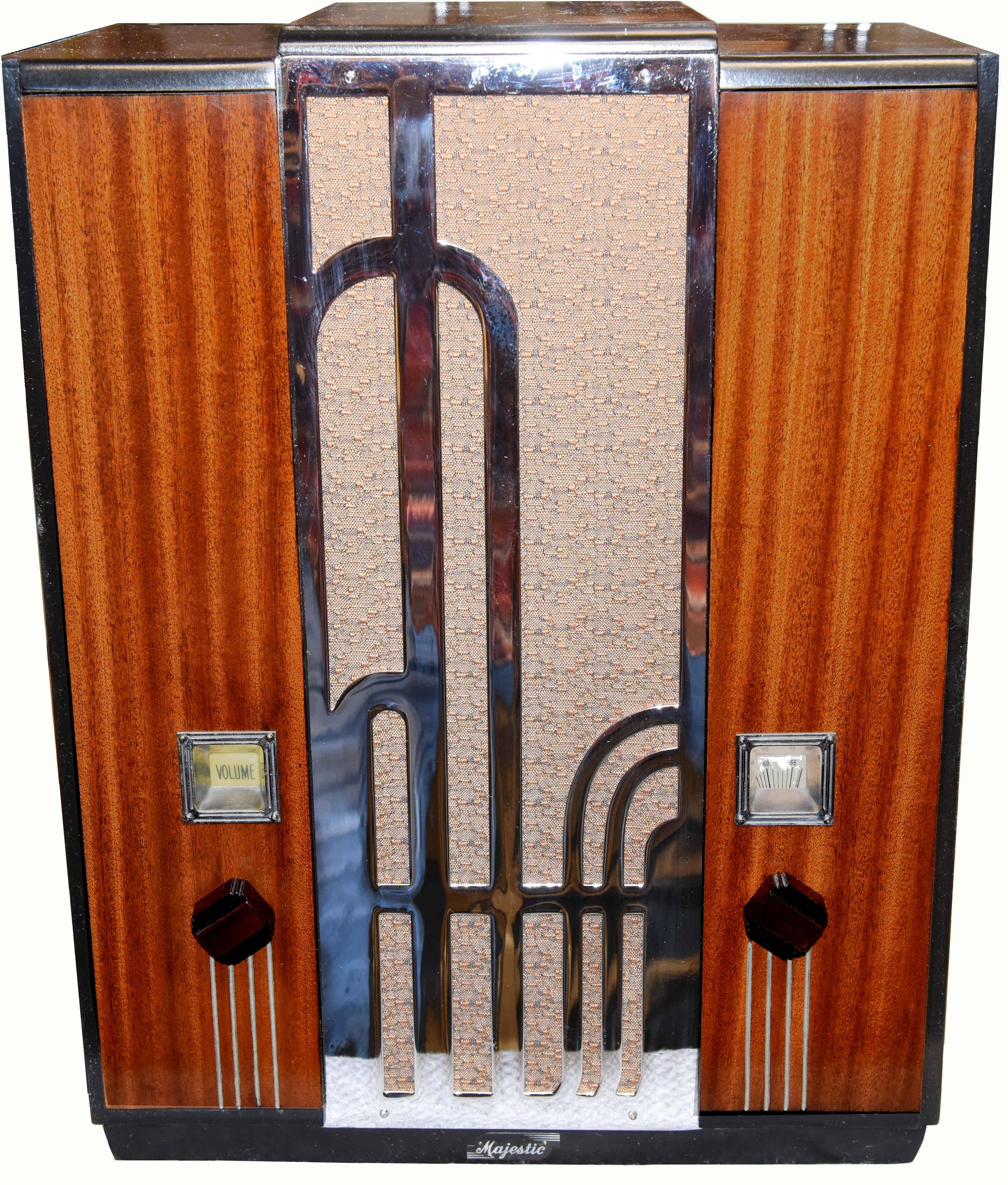
Modelo 161, lançado em 1933

Majestic Radios foi uma marca de rádio americana de 1927 a 1955,   registrada como "The Mighty Monarchs of the Air". Reconhecidos por sua alta qualidade, eles foram inicialmente fabricados pela empresa Grigsby-Grunow de Chicago.  Após o colapso da Grigsby-Grunow em 1934 durante a Grande Depressão, os rádios foram produzidos pela Majestic Radio & Television nos anos 1930-1940. Após a liquidação da Majestic Radio & Television em 1949, os rádios da marca Majestic foram produzidos por uma divisão da Wilcox-Gay em sua fábrica no Michigan. 